# Taittinger

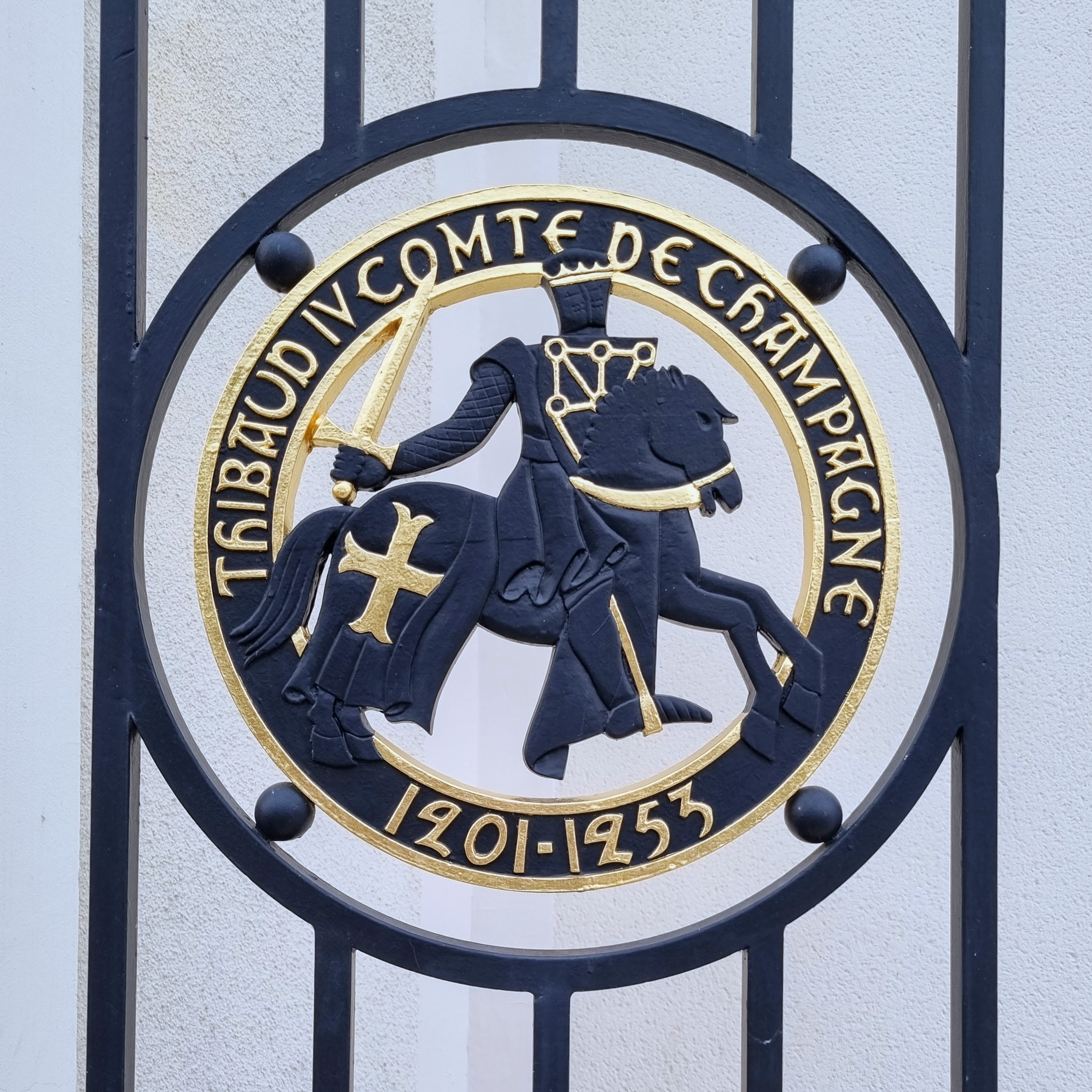
Champagne Taittinger

Taittinger is een Frans champagnehuis, eigenlijk "Champagne Taittinger" geheten. De champagne van het huis is elegant en bevat vaak een groot aandeel chardonnay.   
Het huis bezit 276 hectare aan wijngaarden, verdeeld over 15 verschillende crus, met 40% beplant met Chardonnay, 45% met Pinot Noir en 15% met Pinot Meunier.    

## Logo
Het logo van Champagne Taittinger vormt een visuele belichaming van eeuwenoude traditie, familietrots en verfijnde elegantie. In 1932 kwam het in handen van Pierre Taittinger, die het later, in 1945, officieel zijn familienaam gaf. Sindsdien is het Taittinger-logo een herkenbaar symbool binnen de wereld van de champagne, met als opvallend element een middeleeuws ridderzegel.
Centraal in het embleem staat een ruiter te paard, overgenomen uit het persoonlijke zegel van Thibaut IV, graaf van Champagne en Brie (1201–1253). Het originele Latijnse zegel luidde: “Sigill Theubaldi Comitis Campanie et Brie Palatini”, vertaalt als "zegel van Thibaut, graaf van Champagne en Brie". Deze keuze onderstreept niet alleen de historische wortels in de regio, maar verleent het merk ook een nobele, bijna feodale grandeur.
Wat betreft vormgeving is het logo sober en klassiek gehouden. Het merk “TAITTINGER” is uitgevoerd in een scherp serif-lettertype, krachtig en evenwichtig, met daaronder in cursieve stijl het woord “Reims”, een knipoog naar de stad waar het huis is gevestigd. De kleurstelling van het logo bestaat doorgaans uit zwart, goud en rood. Zwart staat voor autoriteit en tijdloosheid, goud of brons verwijst naar de kleur van champagne en de regionale vlag, terwijl rood symbool staat voor de zegelwax van vroeger, de vrucht van de druif en Franse passie.
Door de jaren heen is het logo opmerkelijk consistent gebleven. De visuele identiteit van Taittinger heeft vooral subtiele wijzigingen ondergaan, vooral op het gebied van formaat, positionering op labels en typografische verfijning. Rond 2009 werd de volledige huisstijl vernieuwd: de labels van de verschillende cuvées — zoals Brut Réserve, Comtes de Champagne en Folies de la Marquetterie — werden gestroomlijnd. De halslabels werden kleiner, het geheel eleganter en het woordmerk prominenter geplaatst. Toch bleef het ridderzegel onveranderd centraal staan.
Het logo weerspiegelt de fundamentele waarden van het huis: traditie, continuïteit, kwaliteit en verfijning. Niet alleen herinnert het aan het adellijke verleden van de Champagnestreek, het benadrukt ook de continuïteit van het merk als familiebedrijf. De integratie van klassieke elementen in een strak design zorgt ervoor dat het logo tot op vandaag zijn prestige behoudt in een moderne context.

## Geschiedenis
Taittinger is in 1734 opgericht in Reims door Jacques Fourneaux onder de naam Forest-Fourneaux en werd in 1932 gekocht door Pierre Taittinger. Het champagnehuis bleef tot juli 2005 in handen van de familie en werd toen verkocht aan het Amerikaans pensioenfonds Starwood. Op 31 mei 2006 werd het voor een bedrag van 660 miljoen euro teruggekocht door Pierre-Emmanuel Taittinger samen met de regionale afdeling van het Crédit Agricole. Het is nu nog steeds in handen van de familie en wordt sinds 2006 bestuurd door Pierre-Emmanuel Taittinger in opvolging van Claude Taittinger. De hotels die in 2005 ook verkocht werden aan Starwood bleven buiten de heraankoop.
Sinds 2015 zijn de kelders van het huis een onderdeel van het UNESCO-werelderfgoed “Heuvels, huizen en kelders van de Champagne”.
Taittinger heeft ook geïnvesteerd in het Verenigd Koninkrijk met de oprichting van Domaine Evremond in Kent. Dit project markeert de eerste keer dat een groot champagnehuis investeert in Britse bodem om mousserende wijn te produceren. De eerste editie van de Domaine Evremond Classic Cuvée wordt in maart 2025 gelanceerd.

## Champagnes
Het assortiment van Taittinger omvat verschillende champagnes, waaronder:

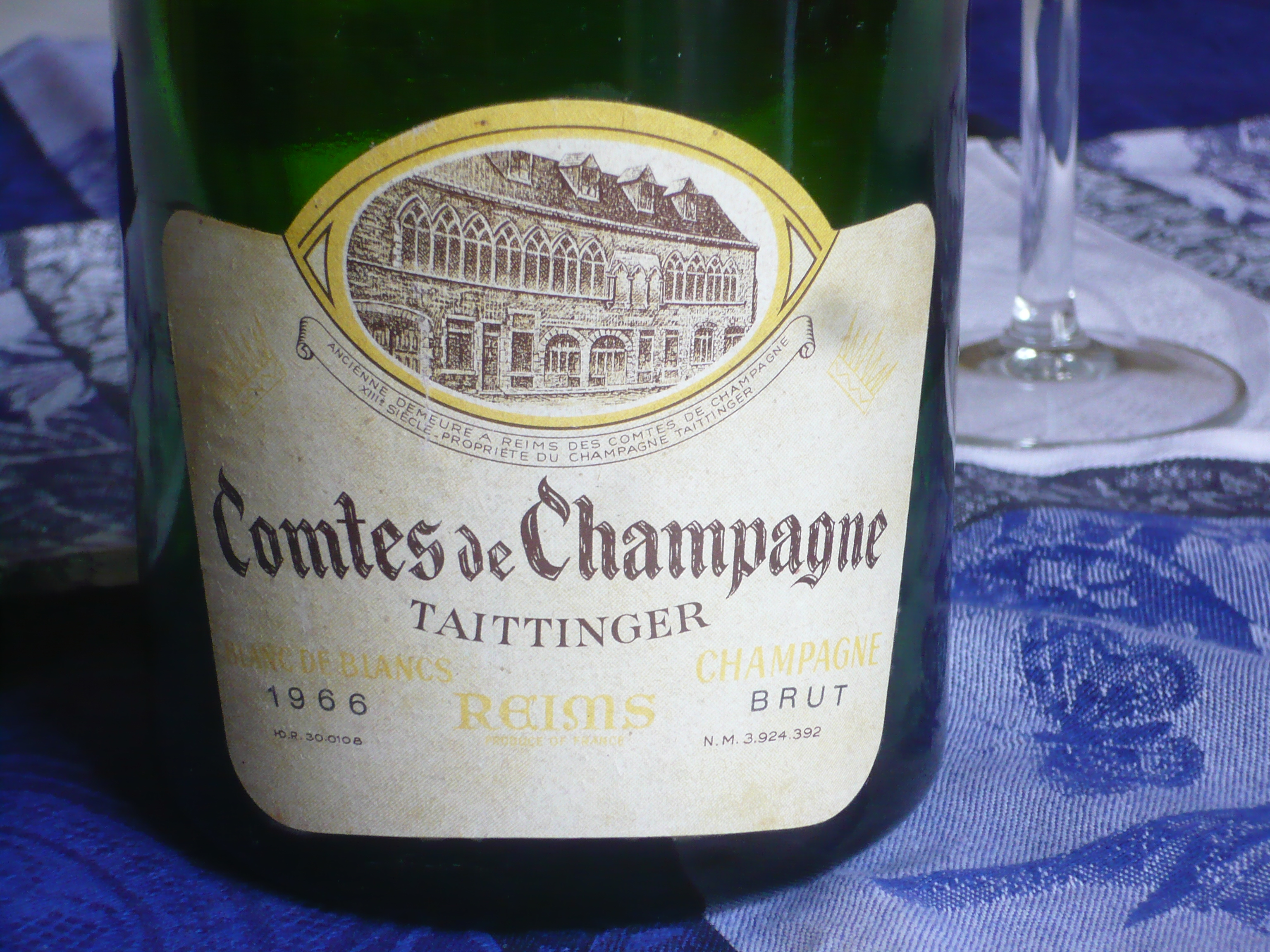
Etiket Comtes de Champagne 1966

- Brut Réserve: Een blend van 40% Chardonnay en 60% Pinot Noir en Pinot Meunier, afkomstig uit 35 verschillende wijngaarden.
- Comtes de Champagne Blanc de Blancs: Een prestigieuze cuvée, exclusief gemaakt van Chardonnay-druiven van grand cru wijngaarden uit de Côte des Blancs. Deze champagne wordt alleen geproduceerd in uitzonderlijke oogstjaren en rijpt minimaal 12 jaar in de kelders.
- Les Folies de la Marquetterie: Een cuvée samengesteld uit 45% Chardonnay en 55% Pinot Noir, uitsluitend afkomstig van de wijngaard rond het kasteel La Marquetterie.
- Prélude "Grands Crus": Een blend van 50% Chardonnay en 50% Pinot Noir, uitsluitend afkomstig van 100% "Grands Crus" geclassificeerde wijngaarden. Deze cuvée biedt een perfecte harmonie tussen de levendigheid van de Chardonnay en de krachtige aromatische expressie van de Pinot Noir.

## Kelders
Gezien de ligging op de heuvel Saint-Nicaise maken de kelders van het huis sinds 2015 een onderdeel uit van het UNESCO-werelderfgoed “Heuvels, huizen en kelders van de Champagne”.

La colline Saint-Nicaise comprend quatre éléments, dont trois sont en sous-sol – les caves Charles Heidsieck, Ruinart, Pommery et Veuve Clicquot, les caves Taittinger (dans le clos médiéval, sous l’abbaye Saint-Nicaise) et les caves Martel (anciennes carrières réutilisées depuis le XVIIIe siècle) – et la partie aérienne de la colline. (De heuvel van Saint-Nicaise bestaat uit vier elementen, waarvan er drie ondergronds zijn: de kelders van Charles Heidsieck, Ruinart, Pommery en Veuve Clicquot, de kelders van Taittinger (in de middeleeuwse omheining, onder de abdij van Saint-Nicaise) en de kelders van Martel (oude steengroeven die opnieuw zijn gebruikt) (sinds de 18e eeuw) – en het bovengrondse deel van de heuvel.)
— Champagne Hillsides, Houses and Cellars 

Het huis bezit buitengewoon indrukwekkende kelders die ooit dienden als oude Gallo-Romeinse kalksteengroeven. Ze dateren uit de 4e eeuw en werden later gebruikt door Benedictijnse monniken in de 12e eeuw. Tijdens de Franse Revolutie bleven deze kelders onaangetast, wat hun historische waarde nog verder vergroot.

## Kunst

### Taittinger Collection: 1983-2016
Nadat hij sterke banden had gesmeed met verschillende kunstenaars, creëerde Claude Taittinger in 1983 de Taittinger Collectie. Hij kreeg steun van enkele van de grootste namen in de hedendaagse kunst om de beste vintage Grands Crus van het champagnehuis te presenteren. De fles wordt zowel het canvas als de inspiratiebron voor een creatie, gesigneerd door een gerenommeerd kunstenaar. Naast de fles wordt het kunstwerk ook gereproduceerd op de verpakking via speciale druktechnieken.
De Hongaarse kunstenaar Victor Vasarely (1906–1997) was de eerste kunstenaar die werk produceerde voor deze unieke collectie, die tot op heden een reeks ontwerpen omvat van kunstenaars zoals André Masson (1896–1987), Roy Lichtenstein (1923–1997), Imaï, Rauschenberg en Amadou Sow. De Braziliaanse fotograaf Sebastião Salgado (1944–2025) maakte kunstwerken voor de Grands Crus uit 2008, de laatste van deze speciaal geproduceerde edities tot nu toe, uitgebracht in 2016.
| Taittinger Collectie |                   |         |         |
| Nummer               | Naam artiest      | Jaartal | Release |
| 1                    | Victor Vaserely   | 1978    | 1983    |
| 2                    | Arman             | 1981    | 1985    |
| 3                    | André Masson      | 1982    | 1987    |
| 4                    | Vieira da Silva   | 1983    | 1988    |
| 5                    | Roy Lichtenstein  | 1985    | 1990    |
| 6                    | Hans Hartung      | 1986    | 1992    |
| 7                    | Imaï              | 1988    | 1994    |
| 8                    | Corneille         | 1990    | 1996    |
| 9                    | Matta             | 1992    | 1998    |
| 10                   | Zao Wou-Ki        | 1998    | 2003    |
| 11                   | Rauschenberg      | 2000    | 2007    |
| 12                   | Amadou Sow        | 2002    | 2011    |
| 13                   | Sebastião Salgado | 2008    | 2016    |

### Philanthropic ArsNova
Het filantropisch fonds ArsNova, opgericht door Vitaly Taittinger op 23 september 2023 en met zetel in La Belle Enchantée op de Boulevard Lundy 44 te Reims, heeft de volgende doelstellingen:
- Een zo breed mogelijk publiek bereiken en een belangrijke rol spelen in het voortzetten van het succes dat het huis al jaren heeft geboekt.
- De toegang tot cultuur voor alle doelgroepen bevorderen. De activiteiten van deze organisatie zijn gericht op het bestrijden van ongelijkheid door de toegang tot kunstzinnige en culturele educatie te bevorderen.

De missie van ArsNova is het bevorderen van cultureel bewustzijn met activiteiten gericht op drie gebieden:
- Culinaire kunsten en voedseleducatie: de Taittinger Culinary Prize wordt de ArsNova International Prize for Signature Cuisine,[7]
- Choreografische, operakunsten en muziek: bevat het mecenaat voor de Opera van Parijs,[7]
- Kunst en artistiek en cultureel erfgoed.

## Trivia
Taittinger is de favoriete champagne van James Bond in de boeken van Ian Fleming. In Casino Royale noemt Bond het: "waarschijnlijk de beste champagne ter wereld."

## Galerij

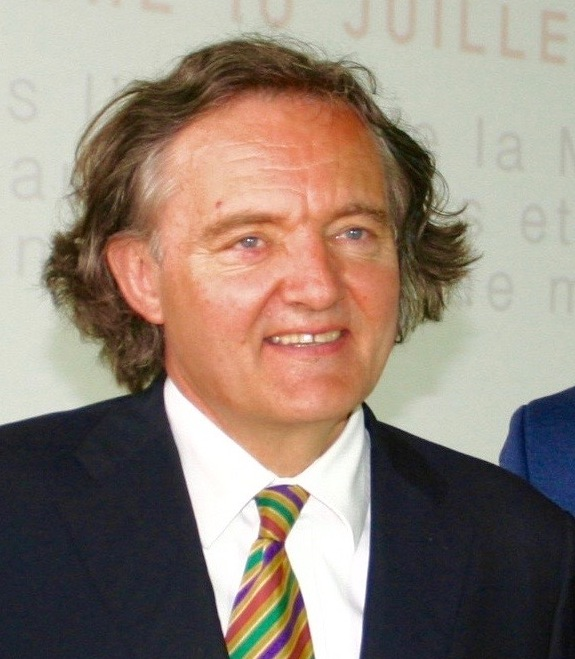
Pierre-Emmanuel Taittinger
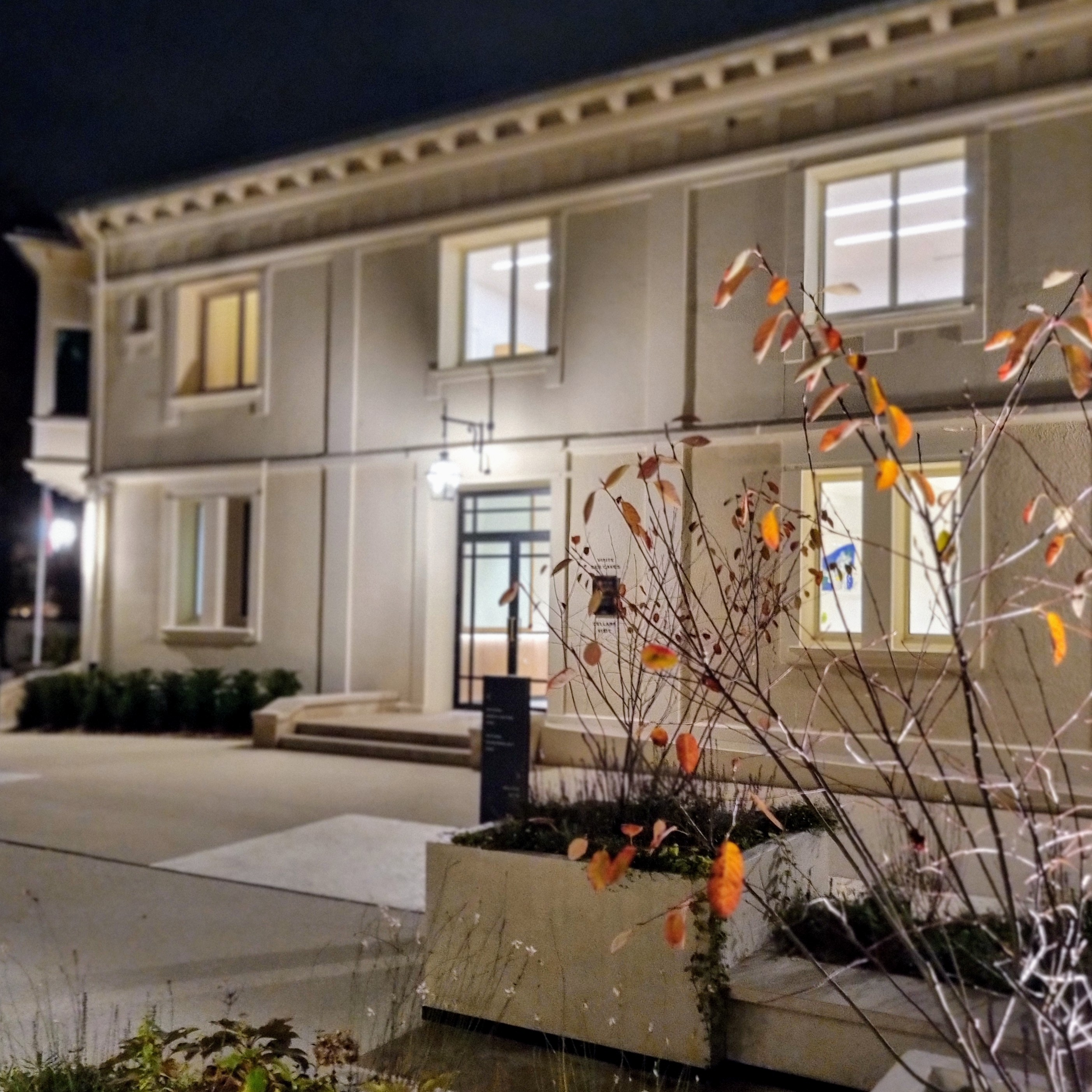
Gebouw
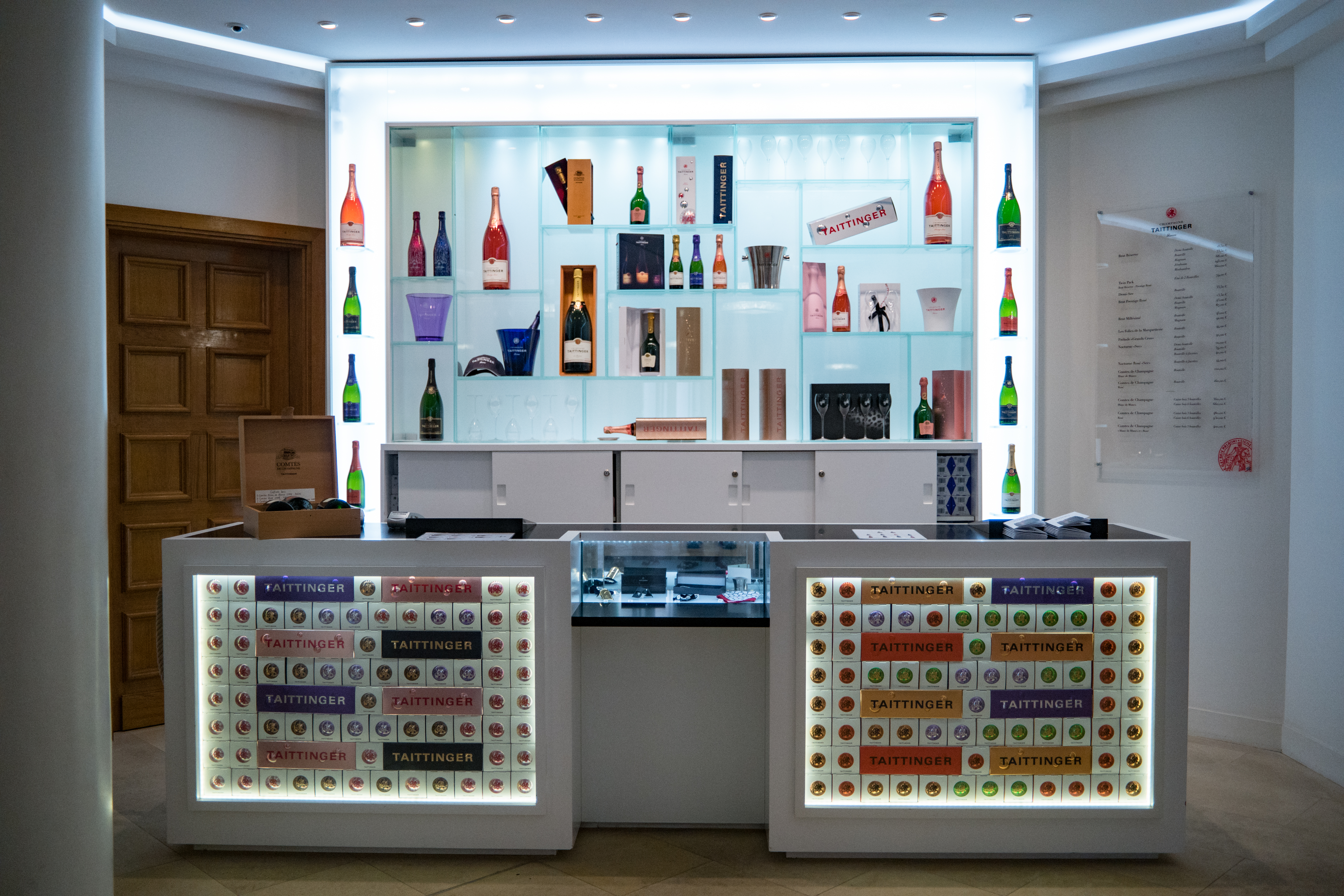
Ontvangstruimte
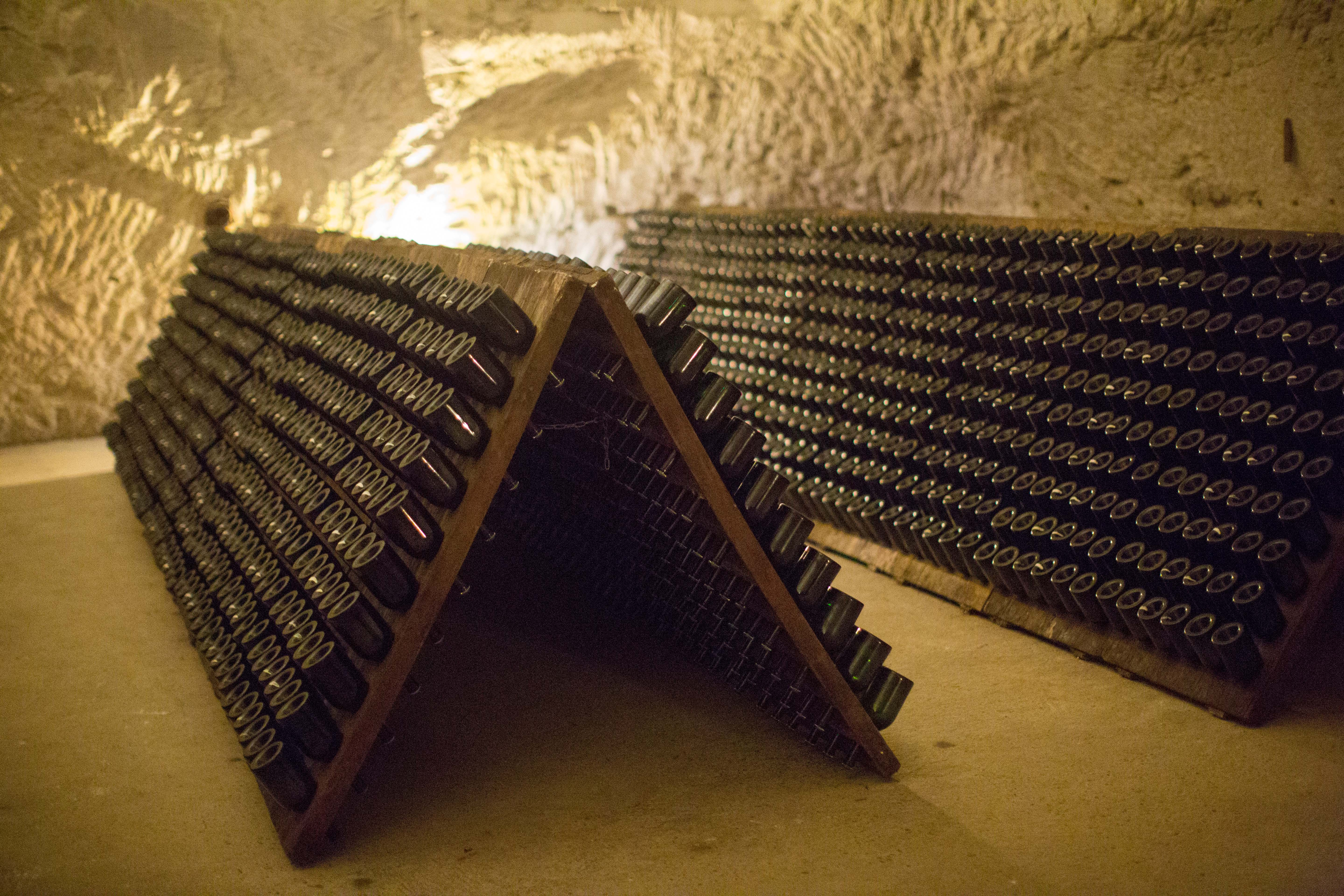
Kelders
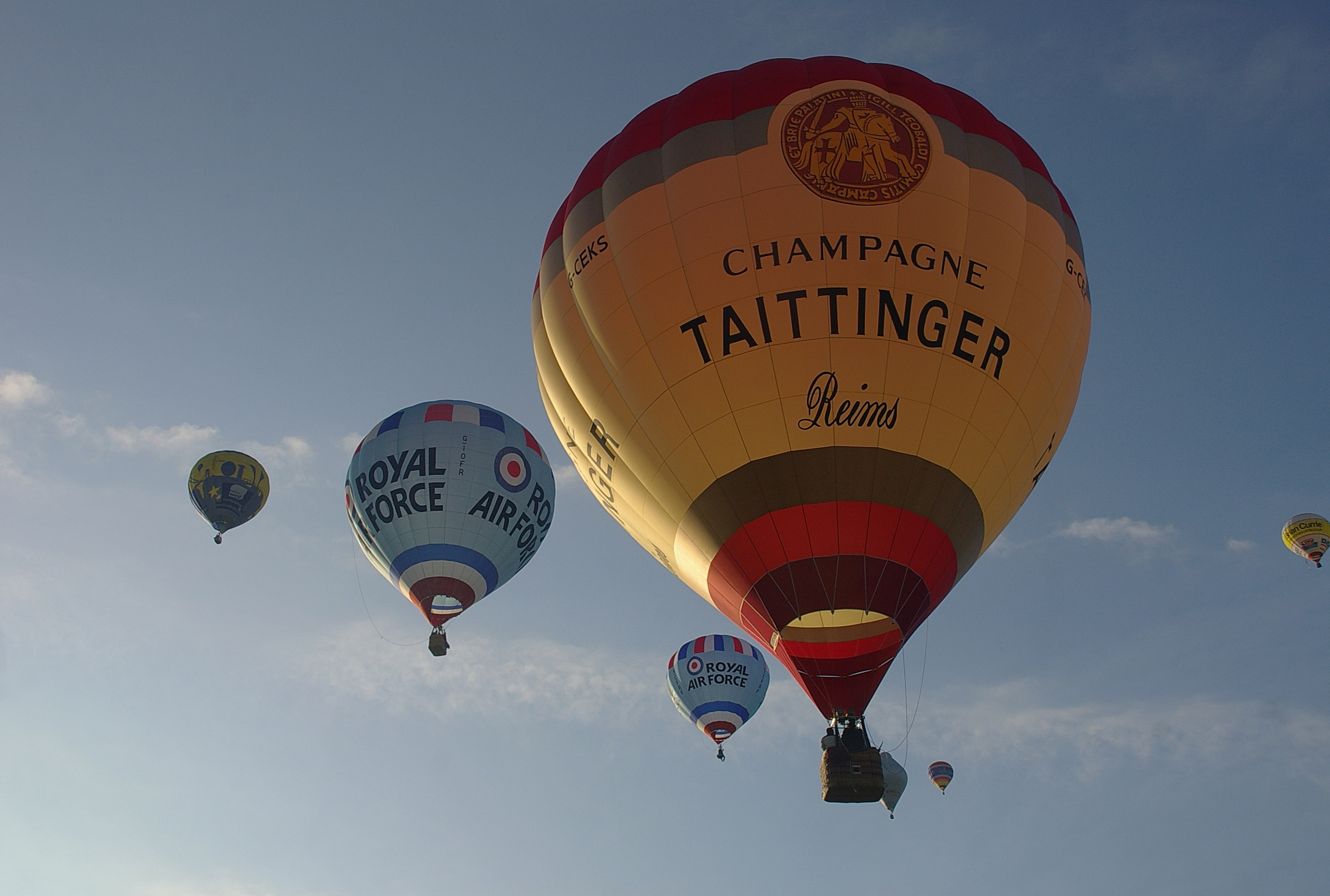
Bristol Balloon Fiesta 2009